# Lauritrioza alacris
Genre
Espèce
Lauritrioza alacris (le ou la Psylle du laurier) est une espèce d'insectes hémiptères de la famille des Triozidae, responsable de la formation de galles chez le laurier noble.

## Taxinomie
L'espèce Lauritrioza alacris a été décrite sous le nom de Trioza alacris, par l'entomologiste germano-balte, Gustav Flor, dans un article intitulé Zur Kenntnis der Rhynchoten - Beschreibung neuer Arten aus der Familie Psyllodea Burmet publié en 1861 dans le bulletin de la Société des naturalistes de Moscou (34: 331-422 [398]),.
Elle a été reclassée en 1986 dans le genre Lauritrioza, dont elle est l'unique espèce (genre monotypique) pour les entomologistes italiens, Conci & Tamanini.

### Synonyme
- Trioza alacris Flor, 1861.

## Description
L'adulte est un petit insecte de 3 à 4 mm de long qui ressemble à une cigale en miniature.
Sa couleur, très variable selon l'âge, varie du vert-jaunâtre au rouge-orangé et jusqu'au brun clair. Les parties dorsales s'assombrissent progressivement et sont marquées de stries brunes longitudinales et transverses.
Il porte deux paires d'ailes membraneuses et transparentes, longues et très aiguës, dont la veine la plus externe est courte et courbée.
La tête aussi large que le thorax porte des antennes dont les derniers segments, vers l'apex, sont noirs.
Le thorax, au pronotum modérément long et légèrement déprimé et au prescutum large, est arqué et parsemé de points.
Les œufs, d'une longueur de 0,3 mm, de couleur jaune paille, brillants, sont de forme ovale, aplatie sur un côté.
Les larves des premiers stades (néanides), de couleur gris-blanchâtre à jaunâtre et de forme ovale, ont une longueur de 0,21 mm (au premier stade) à 0,5 mm (au troisième stade). À partir du deuxième stade, leur forme tend à devenir rectangulaire à ovale, avec des yeux rouges.
Aux derniers stades (nymphes), elles sont de forme et de couleur semblable, mais diffèrent par les yeux bruns et les ébauches alaires dorsales, sombres, qui se prolongent vers le bord postérieur de l'expansion thoracique.

## Biologie
La Psylle du laurier est une espèce multivoltine, qui peut avoir jusqu'à quatre générations par an, si les conditions bioclimatiques le permettent.
La forme d'hibernation est constituée par les adultes qui passent l'hiver à l'abri des feuilles déformées de la plante-hôte ou d'autres plantes à feuilles persistantes du voisinage, ou bien dans la litière du sol au pied des arbres. Au printemps, les adultes reprennent leur alimentation en piquant le bord de jeunes feuilles, qui commencent à s'enrouler sous l'action de la salive injectée par les insectes.
Vers le mois de mai, les femelles pondent leurs œufs, par paquets de 25 à 200, dans les bords enroulés des feuilles.
Le cycle larvaire jusqu'à l'éclosion des adultes compte cinq stades. Les jeunes larves éclosent au bout d'une dizaine de jours, et se nourrissent à l'intérieur des feuilles enroulées, contribuant par leur activité trophique à achever l'enroulement du bord des feuilles, créant ainsi un milieu, enrichi en outre par des sécrétions de miellat et de substances cireuses, favorable à leur développement. La mue imaginale se produit dans ces pseudo-galles,.

### Plantes-hôtes
Lauritrioza alacris parasite préférentiellement le laurier-sauce (Laurus nobilis), c'est d'ailleurs la seule espèce de Psylles qui se rencontre sur cet arbre.
On l'a également signalée sur d'autres espèces du genre Laurus, notamment Laurus azorica (Seub.) Franco, Laurus camphora L. (Camphrier) ainsi que sur Persea indica (L.) Spreng.